# Villar de Castanedo
Villar de Castanedo (en eonaviego, El Villar) es una aldea perteneciente a la parroquia de Lago, en el concejo de Allande, comarca del Narcea, Principado de Asturias, España.